# Jean Hyacinthe Vincent

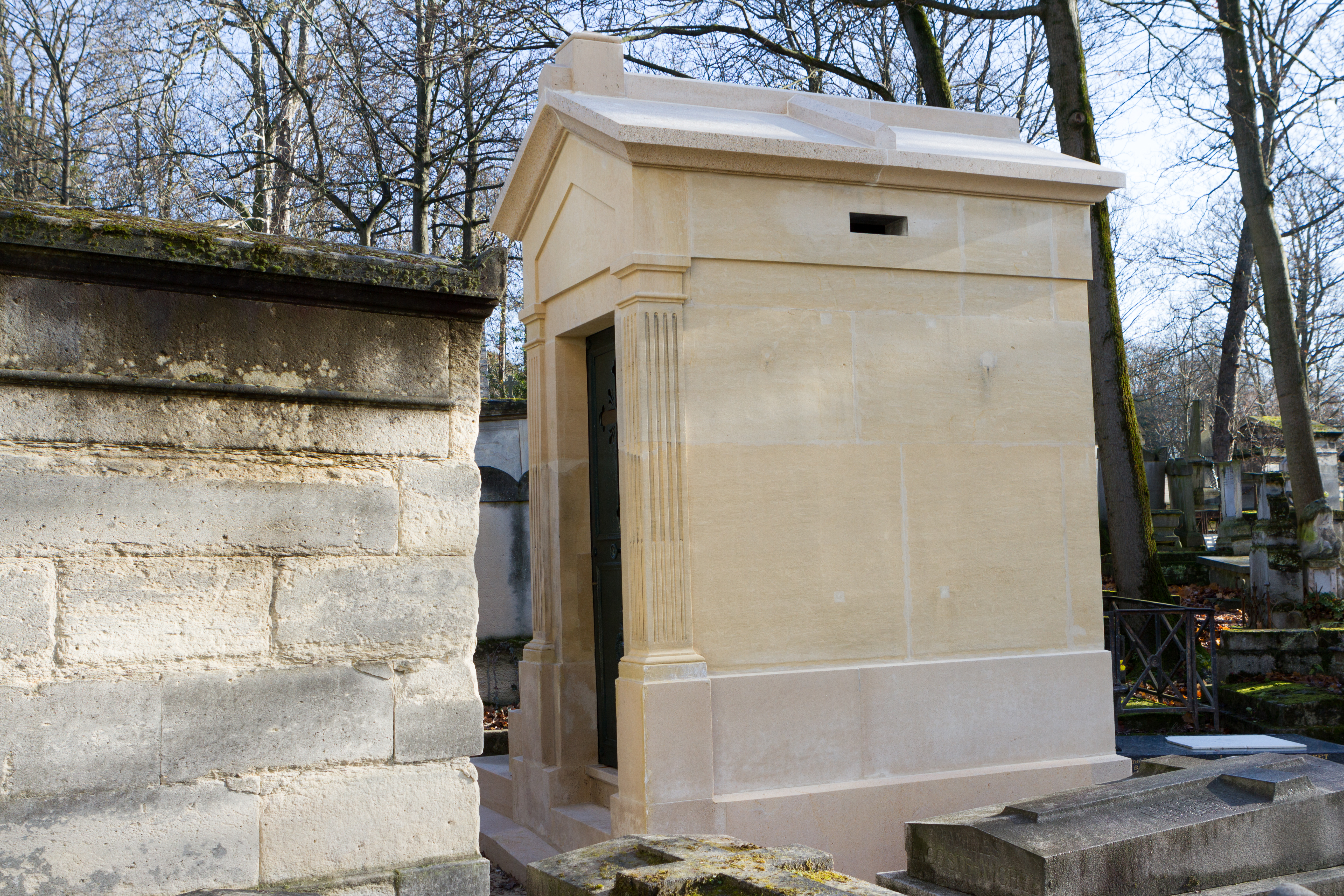
Père-Lachaise - Divisione 21 - Vincent 23

Jean Henri Vincent Hyacinthe (Bordeaux, 22 dicembre 1862 – Parigi, 23 novembre 1950) è stato un docente e medico francese originario di Bordeaux. È stato professore associato al Val-de-Grâce e ispettore generale medico dell'esercito francese. In seguito ottenne la cattedra di epidemiologia al Collège de France.

## Biografia
A Vincent è attribuita la scoperta degli organismi che causano un'infezione acuta dei tessuti molli del cavo orale, comprese le tonsille e la faringe. Questa condizione è causata dalla combinazione dei bacilli fusiformi (Bacillus fusiformis) e degli spirocheti (Borrelia vincentii). La malattia è stata chiamata angina di Vincent in onore della sua scoperta. Molte pubblicazioni che utilizzano il termine “angina di Vincent” risalgono al XX secolo e il termine non è molto comune nei tempi moderni. Quando sono coinvolte le gengive, è stata denominata “gengivite di Vincent”. In tempi moderni, la gengivite di Vincent è solitamente denominata gengivite ulcerosa necrotizzante, talvolta nota come bocca da trincea.
È ricordato anche per il suo lavoro sui vaccini e per le vaccinazioni di successo dell'esercito francese contro la febbre tifoide e la febbre paratifoide, tipi A e B. Iniziò queste vaccinazioni nel 1910 e continuarono durante la prima guerra mondiale. I marescialli Joseph Joffre (1852-1931) e Ferdinand Foch (1851-1929) resero omaggio a Vincent e al suo lavoro medico che salvò innumerevoli vite.

## Morte
Jean Hyacinthe Henri Vincent è deceduto a Parigi il 23 novembre 1950 ed è sepolto nel Cmitero di Père-Lachaise.

## Premi e riconoscimenti
- Gran Croce della Legion d'Onore
- Médaille militaire
- Cité à l'Ordre de la Nation
- 1928 - Premio Nobel per la medicina
- 1935 - Premio Nobel per la medicina
- 1936 - Premio Nobel per la medicina
- 1937 - Premio Nobel per la medicina